# Bang Sue
Bang Sue est l’un des 50 khets de la ville de Bangkok, capitale de la Thaïlande.